# Zalesice (gmina)
Zalesice – dawna gmina wiejska istniejąca do 1954 roku w woj. kieleckim. Nazwa gminy pochodzi od wsi Zalesice, lecz siedzibą władz gminy były Łączany.
Gminę zbiorową Zalesice utworzono 13 stycznia 1867 w związku z reformą administracyjną Królestwa Polskiego. Gmina weszła w skład nowego powiatu radomskiego w guberni radomskiej i liczyła 2232 mieszkańców.
W okresie międzywojennym gmina Zalesice należała do powiatu radomskiego w woj. kieleckim. Po wojnie gmina zachowała przynależność administracyjną. Według stanu z dnia 1 lipca 1952 roku gmina składała się z 10 gromad: Łączany, Modrzejowice, Podgórki, Podsuliszka, Polany, Polany kol., Pomorzany, Suliszka, Wilczna i Zalesice.
Jednostka została zniesiona 29 września 1954 roku wraz z reformą wprowadzającą gromady w miejsce gmin. Po reaktywowaniu gmin z dniem 1 stycznia 1973 roku gminy Zalesice nie przywrócono, a jej dawny obszar wszedł głównie w skład gminy Wierzbica w powiecie szydłowieckim w tymże województwie.